# 33丁目-ローソン・ストリート駅
33丁目-ローソン・ストリート駅（33ちょうめ-ローソン・ストリートえき、英語: 33rd Street–Rawson Street）はニューヨーク市地下鉄IRTフラッシング線の駅である。クイーンズ区サニーサイドのクイーンズ・ブールバードと33丁目の交差点に位置し、7系統が終日停車する。

## 歴史
この駅は1917年4月21日にIRTフラッシング線の終点であったクイーンズボロ・プラザ駅からアルバーティス・アベニュー駅（現：103丁目-コロナ・プラザ駅）までの延伸開通と共にローソン・ストリート駅 (Rawson Street) として開業した。
駅のホームは1955年から1956年にかけてホーム有効長を11両編成に対応にするために延長する工事を行った。

## 駅構造
| P プラットホーム階           |                                                                           |                                          |
| 相対式ホーム、右側ドアが開く |                                                                           |                                          |
| 南行緩行線                   | ← 34丁目-ハドソン・ヤード駅行き（クイーンズボロ・プラザ駅）               |                                          |
| 急行線                       | ← 通過 →                                                                  |                                          |
| 北行緩行線                   | → フラッシング-メイン・ストリート駅行き（40丁目-ローリー・ストリート駅）→ |                                          |
| 相対式ホーム、右側ドアが開く |                                                                           |                                          |
| M                            | 改札階                                                                    | 改札口、駅員詰所、メトロカード自動券売機 |
| G                            | 地上階                                                                    | 出入口                                   |

駅は相対式ホーム2面と緩行線2線、急行線1線を有している2面3線の高架駅で、中央の急行線はラッシュ時に混雑方向へ向かう<7>系統が通過する。
1998年に駅名標や路線図から「ローソン」の名前が消えたが、2004年にローソン・ハート・ボッドダムを記念することに決めた歴史的な動きの一環として戻された。

### 出口
終日開いている改札口は33丁目にあり各ホームから2つの階段が、一部時間帯のみ開いている改札口は34丁目にありこちらも各ホームから2つの階段が接続している。一部時間帯のみ開いている改札口は南北ホームを改札内で行き来可能な構造となっているが終日開いている改札口は改札内での行き来は不可能な構造となっている。駅と外を結ぶ階段は両改札口に4つずつの計8つあり、全てがクイーンズ・ブールバードの中心に降りている。

## 画像

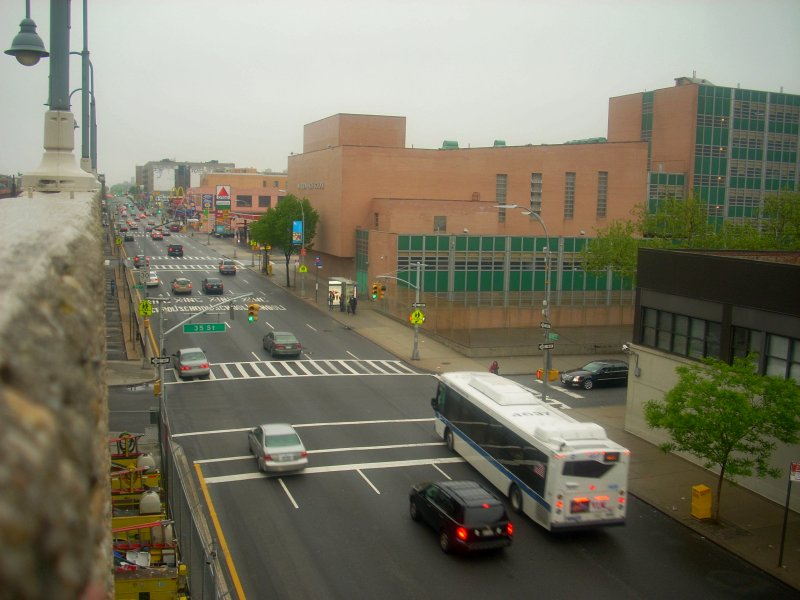
33丁目駅から下を通るクイーンズ・ブールバードを見る
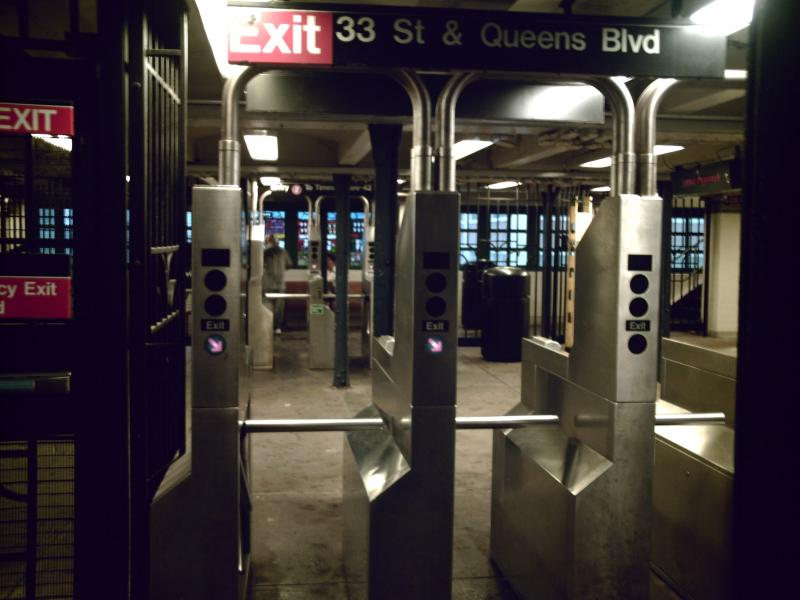
改札階
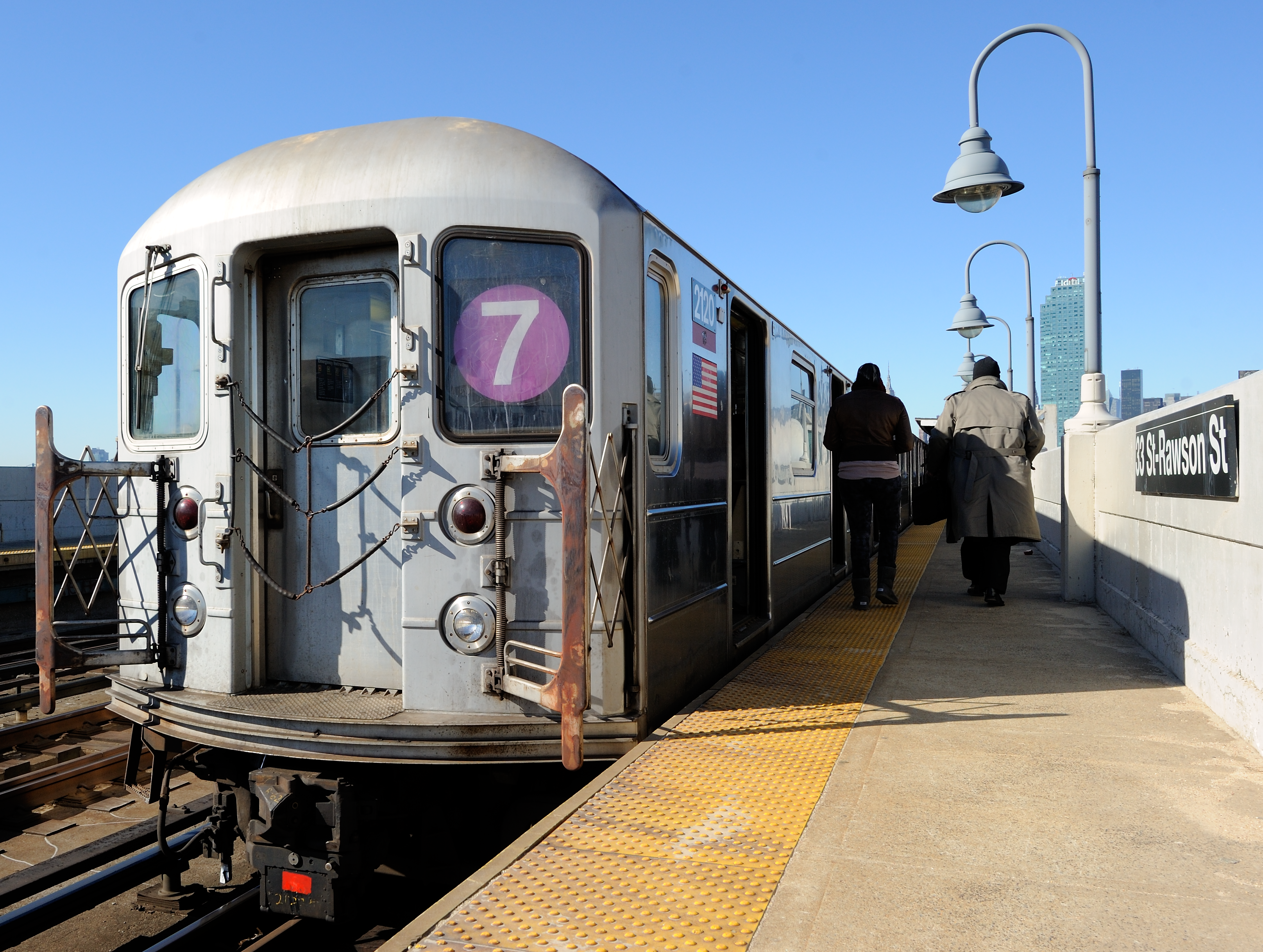
駅に停車中の7系統